# أولاد امحمد (سيدي محمد بن رحال)
أولاد امحمد هي إحدى مشيخات المملكة المغربية، تتبع جغرافيا لإقليم سطات وإداريًا لسيدي محمد بن رحال. يقدر عدد سكانها بـ 8009 نسمة حسب الإحصاء الرسمي للسكان والسكنى لسنة 2004.